# Плаја (Њу Мексико)
Плаја (енгл. Playas) насељено је место без административног статуса у америчкој савезној држави Њу Мексико.

## Демографија
По попису из 2010. године број становника је 74.
| Група             | 2000.    | 2010.      |
| Белци             | 0 (0,0%) | 57 (77,0%) |
| Афроамериканци    | 0 (0,0%) | 0 (0,0%)   |
| Азијати           | 0 (0,0%) | 0 (0,0%)   |
| Хиспаноамериканци | 0 (0,0%) | 15 (20,3%) |
| Укупно            | 0        | 74         |